# 圣洛朗拉加蒂讷
圣洛朗拉加蒂讷（法語：Saint-Laurent-la-Gâtine，法語發音：[sɛ̃ loʁɑ̃ la ɡatin]）是法国厄尔-卢瓦省的一个市镇，属于德勒区。该市镇总面积6.95平方公里，2009年时的人口为444人。

## 人口
圣洛朗拉加蒂讷人口变化图示